# Peugeot 4002
La Peugeot 4002 est un concept-car fabriqué par le constructeur automobile Peugeot et présenté pour la première fois au Salon automobile de Francfort 2003.

## Historique
La 4002 a été conçue par le graphiste allemand Stefan Schulze, lauréat du deuxième concours de la marque, organisé lors du Mondial de l'automobile de Paris, édition 2002, sur le thème des voitures rétro-futuristes. Une récompense de 5 000 € lui fut remise au Salon automobile de Genève de 2003 où Peugeot annonça qu'il réaliserait l'exercice de style à l'échelle 1.

## Présentation

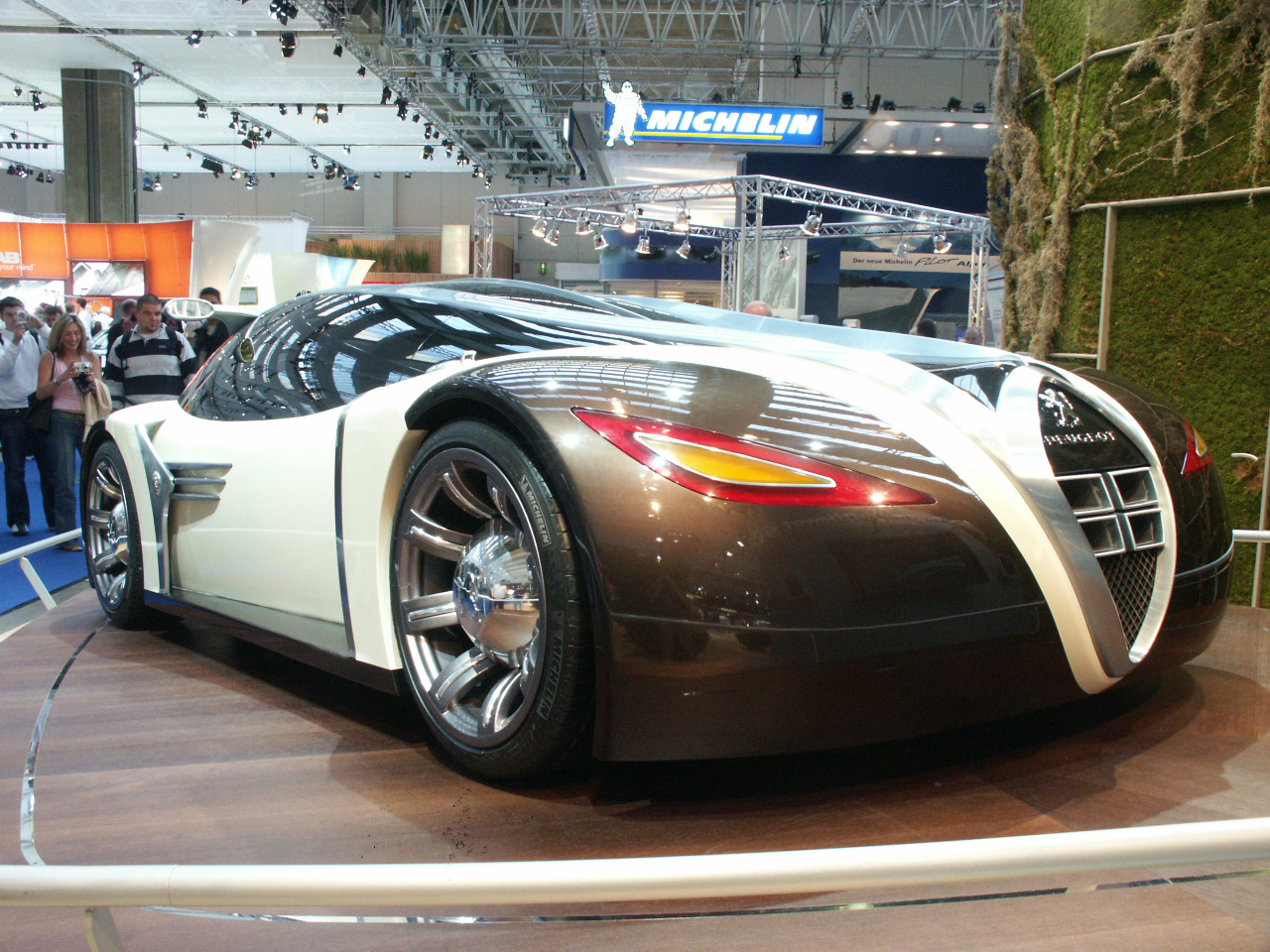
Vue arrière

Présentée au Salon automobile de Francfort 2003, la Peugeot 4002 possède un châssis en aluminium et fibre de verre. Comme un clin d'œil à la Peugeot 402, la voiture possède des feux disposés derrière la calandre. En effet, Stefan Schulze s'est inspiré d'un vieux modèle de la marque, la Peugeot 402 de l'année 1936, et lui a emprunté notamment la forme de sa calandre.
Le concept-car n'a pas été motorisé.

## Anecdotes
Une 4002 en images de synthèse est visible au début du film Speed Racer.